# Борозда (планетная номенклатура)

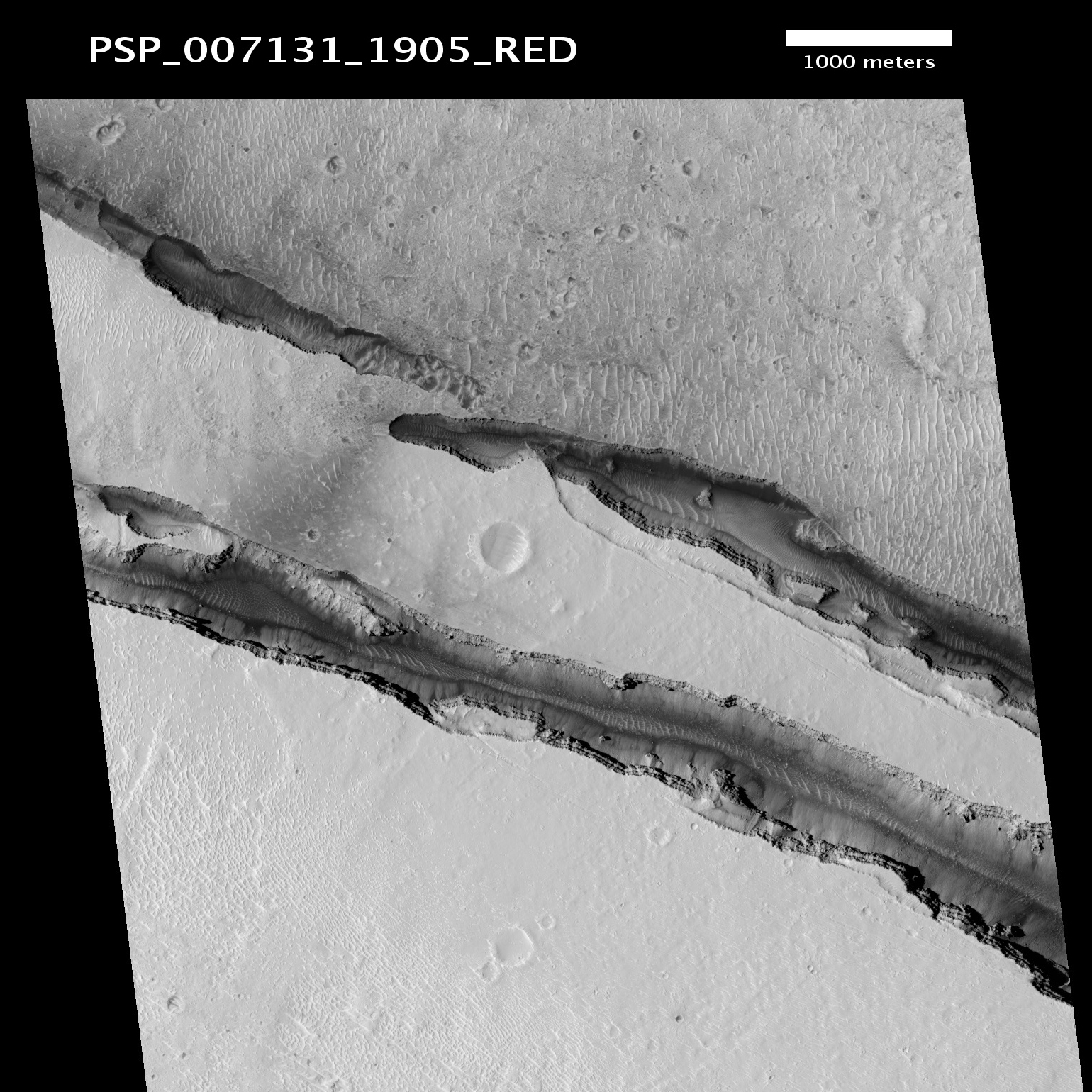
Борозды Цербера на Марсе

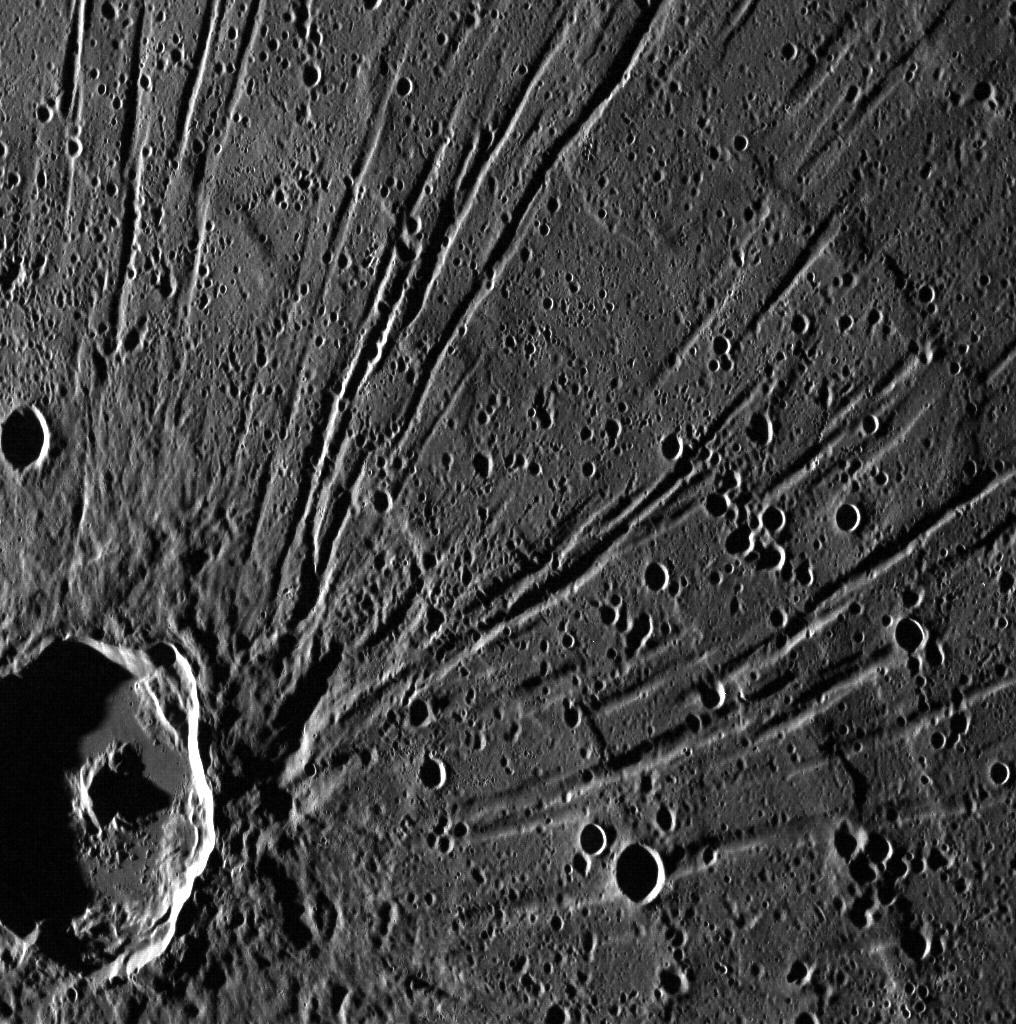
Часть борозд Пантеон на Меркурии

Борозда — родовой термин, используемый в планетной номенклатуре. Соответствует двум латинским терминам, утверждённым Международным астрономическим союзом:
- Fossa, мн.ч. Fossae;
- Rima, мн.ч. Rimae[5].

Эти термины входят в состав названий длинных узких неглубоких впадин на поверхности небесных тел (за исключением Земли). Термин Rima (Rimae) сейчас используется только для деталей рельефа Луны и астероида (21) Лютеция, а Fossa (Fossae) — только вне Луны.
В русских названиях слово «борозда», как и другие родовые термины, пишется с маленькой буквы, а его эквиваленты в латинских названиях (которые используются и в английском языке) — с большой.
Латинское слово fossa означает «ров» или «траншея», а rima — «трещина» или «щель». Эти слова, как и другие термины планетной номенклатуры, ничего не говорят о происхождении объектов и описывают только их морфологию. Поэтому они применимы к объектам любого происхождения. Для многих борозд установлено или предполагается, что они возникли вследствие разломов. Многие борозды на Марсе, вероятно, являются грабенами; то же самое предполагается и для единственной наименованной системы борозд Меркурия — борозд Пантеон.

## Распространённость
По состоянию на декабрь 2015 года названия с терминами Fossa или Fossae были присвоены 126 объектам (для 7 из них эти названия отменены). Названные так объекты есть на Меркурии, Венере, Марсе, астероидах (4) Веста и (21) Лютеция, спутнике Юпитера Ганимеде, спутниках Сатурна Дионе, Рее и Энцеладе и спутнике Нептуна Тритоне. Два объекта на Луне, получившие названия Fossa Casals и Fossa Cauchy, позже были переименованы.
Названия, включающие слово Rima или Rimae, были присвоены 121 объекту на Луне (для 10 из них отменены) и двум объектам на Лютеции (Rhodanus Rimae и Tiberis Rimae).
Борозды на разных небесных телах называют по-разному:
- на Меркурии — именами выдающихся архитектурных объектов;
- на Венере — в честь богинь войны;
- на Луне — по названиям близлежащих кратеров;
- на Марсе — по названиям близлежащих деталей альбедо;
- на Весте — именами мест и праздников, связанных с весталками;
- на Лютеции — именами рек Римской империи и соседних регионов Европы во времена, когда Париж назывался Лютецией;
- на Ганимеде — именами богов и правителей древних народов Плодородного полумесяца;
- на Дионе — названиями мест, упомянутых в «Энеиде» Вергилия;
- на Рее — названиями мест из различных (в первую очередь азиатских) мифов о творении;
- на Энцеладе — названиями мест, упомянутых в «Тысяче и одной ночи»;
- на Тритоне — различными названиями, связанными с водой, кроме греческих и римских.